# マタム州
マタム州（マタムしゅう、Región de Matam）は、セネガルの北東部の州である。州都はセネガル川沿い、モーリタニア国境附近のマタムである。面積は28,830km2、人口は約83万人（2023年国勢調査）。
2002年2月21日にサンルイ州から分割・新設された。

## 隣接州
- サンルイ州
- ルーガ州
- タンバクンダ州
- モーリタニア

## 下位行政区画

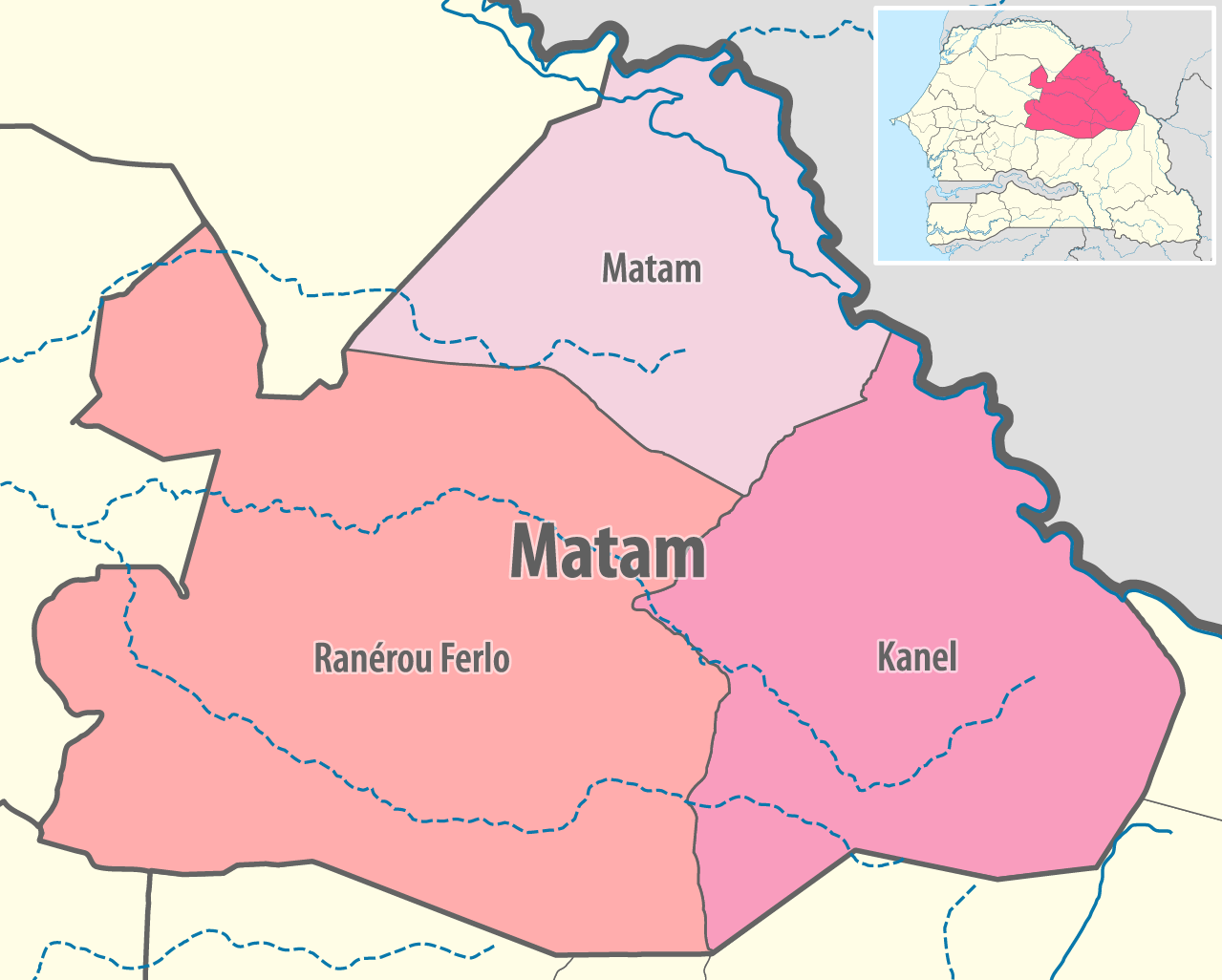
マタム州の県

マタム州は3県に分けられる。
- カネル県 (Kanel)
- マタム県 (Matam)
- ラネル県 (Ranérou Ferlo)